# Жерађе
Жерађе је насеље у Србији у општини Рашка у Рашком округу. Према попису из 2022. било је 91 становник.

## Географија
Село Жерађе је на странама долине Великог потока, десне притоке Лиланице. Потоци су: Велики потом и Облички поток. Воде су: Жераћки извор y Бекчићима, Пантовићки извор у Пантовићима, Извор код Сиге, Извор у Доњем селу и Облик.
Делови атара су: Обличка раван, Велики долови, Мали долови, Жераћке стране. Постоји подела села на Горње Село и на Доње Село. Гробље Горњег Села је код црквине Св. Петке. У Доњем Селу је гробље овог другог дела села Жерађе.

## Историја
Вук Караџић је забележио Жерађе, село у кнежини Јошаници, Новопазарској нахији. У Речнику J. Гавриловића Жерађе с Багашем, село у плочкој општини, срезу јошаничком, има 1844.године 28 кућа, с 218 становника. Године 1921. у засеоку Жерађу пописано је 17 домаћинстава са 90 чланова.
У Доњем Селу су купишта од старе троске „шлакњишта“. У близини су улегнућа „рупе“ од кућа и зграда, као и остаци темеља неких грађевина;све су то остаци неког старијег насеља. Код црквине Св. Петке купи се велики сабор о Великом Петку.

## Порекло становништва по родовима
Порекло становништва:
- Бојовићи (2 куће, Св. Пентелејмон, 27. јула), има више од две стотине година како су се доселили из Горњих Села у Васојевићима. Даљим пореклом су од племена Куча. Јочовићи,грана овога рода је изумрла по мушкој линији.
- Новковићи (1 кућа, Св. Јован зимњи и летњи) су од Новковића – Распоповића из Пискање –Прибоја. Даљим пореклом су од Домановића – Врачеваца из Мачковца.

Око пола века после досељених из Прибоја дошли су:
- Бекчићи (8 кућа, Св. Никола зимњи), од Бекчића из Дрења у Раковцу;
- Пантовићи, Савићи и Гајовићи (5 кућа, Св. Игњатије), из Лучица – Баљевца у левом сливу Ибра.

После 1900. дошли су призети:
- Бекчић–Јочовић (1 кућа, Св. Пантелејмон, слава мираза, а „очина“ слава Св. Никола), ушао је у Јочовиће.
- Бојанић (1 кућа), од Бојанића из Багаша, нов. Бојанића „дошаоје на жену“ Бекчића.

## Демографија
У насељу Жерађе живи 125 пунолетних становника, а просечна старост становништва износи 42,5 година (43,1 код мушкараца и 41,9 код жена). У насељу има 53 домаћинства, а просечан број чланова по домаћинству је 2,85.
Ово насеље је у потпуности насељено Србима (према попису из 2002. године), а у последња три пописа, примећен је пад у броју становника.
|  |

| Демографија | Демографија | Демографија |
| Година      | Становника  | Становника  |
| ----------- | ----------- | ----------- |
| 1948.       | 159         |             |
| 1953.       | 159         |             |
| 1961.       | 158         |             |
| 1971.       | 170         |             |
| 1981.       | 170         |             |
| 1991.       | 161         | 159         |
| 2002.       | 151         | 159         |

| Етнички састав према попису из 2002.‍ | Етнички састав према попису из 2002.‍ | Етнички састав према попису из 2002.‍ | Етнички састав према попису из 2002.‍ | Етнички састав према попису из 2002.‍ |
| ------------------------------------ | ------------------------------------ | ------------------------------------ | ------------------------------------ | ------------------------------------ |
|                                      |                                      |                                      |                                      |                                      |
| Срби                                 | Срби                                 |                                      | 151                                  | 100,0%                               |
| непознато                            | непознато                            |                                      | 0                                    | 0,0%                                 |

| Година пописа     | 1948. | 1953. | 1961. | 1971. | 1981. | 1991. | 2002. |
| ----------------- | ----- | ----- | ----- | ----- | ----- | ----- | ----- |
| Број домаћинстава | 25    | 25    | 27    | 34    | 40    | 45    | 53    |

| Број чланова      | 1  | 2  | 3 | 4  | 5 | 6 | 7 | 8 | 9 | 10 и више | Просек |
| ----------------- | -- | -- | - | -- | - | - | - | - | - | --------- | ------ |
| Број домаћинстава | 12 | 13 | 8 | 13 | 5 | 2 | 0 | 0 | 0 | 0         | 2,85   |

| Пол    | Укупно | Неожењен/Неудата | Ожењен/Удата | Удовац/Удовица | Разведен/Разведена | Непознато |
| ------ | ------ | ---------------- | ------------ | -------------- | ------------------ | --------- |
| Мушки  | 62     | 17               | 40           | 5              | 0                  | 0         |
| Женски | 70     | 15               | 41           | 14             | 0                  | 0         |
| УКУПНО | 132    | 32               | 81           | 19             | 0                  | 0         |

| Пол    | Укупно                    | Пољопривреда, лов и шумарство | Рибарство                            | Вађење руде и камена | Прерађивачка индустрија       |
| ------ | ------------------------- | ----------------------------- | ------------------------------------ | -------------------- | ----------------------------- |
| Мушки  | 27                        | 0                             | 0                                    | 6                    | 9                             |
| Женски | 10                        | 0                             | 0                                    | 0                    | 3                             |
| УКУПНО | 37                        | 0                             | 0                                    | 6                    | 12                            |
| Пол    | Производња и снабдевање   | Грађевинарство                | Трговина                             | Хотели и ресторани   | Саобраћај, складиштење и везе |
| Мушки  | 1                         | 1                             | 3                                    | 1                    | 4                             |
| Женски | 0                         | 0                             | 2                                    | 1                    | 0                             |
| УКУПНО | 1                         | 1                             | 5                                    | 2                    | 4                             |
| Пол    | Финансијско посредовање   | Некретнине                    | Државна управа и одбрана             | Образовање           | Здравствени и социјални рад   |
| Мушки  | 0                         | 2                             | 0                                    | 0                    | 0                             |
| Женски | 0                         | 3                             | 0                                    | 0                    | 1                             |
| УКУПНО | 0                         | 5                             | 0                                    | 0                    | 1                             |
| Пол    | Остале услужне активности | Приватна домаћинства          | Екстериторијалне организације и тела | Непознато            | Непознато                     |
| Мушки  | 0                         | 0                             | 0                                    | 0                    | 0                             |
| Женски | 0                         | 0                             | 0                                    | 0                    | 0                             |
| УКУПНО | 0                         | 0                             | 0                                    | 0                    | 0                             |